# 44013 Iidetenmondai
44013 Iidetenmondai  è un asteroide della fascia principale. Scoperto nel 1997, presenta un'orbita caratterizzata da un semiasse maggiore pari a 2,7190442 au e da un'eccentricità di 0,1179538, inclinata di 8,09144° rispetto all'eclittica.
L'asteroide era stato inizialmente battezzato 44013 Iidetenmomdai per poi essere corretto nella denominazione attuale.
L'asteroide è dedicato all'osservatorio di Iide, trammite l'endomino Iide Tenmondai.